# Грецька держава (1941—1944)
Грецька держава або Еллінська Політія (грец. Ελληνική Πολιτεία) — маріонеткова держава, що існувала в період 1941–1944 років під час Другої світової війни і підпорядковувалася Третьому Рейху.

## Історія

### Після окупації німецькими військами

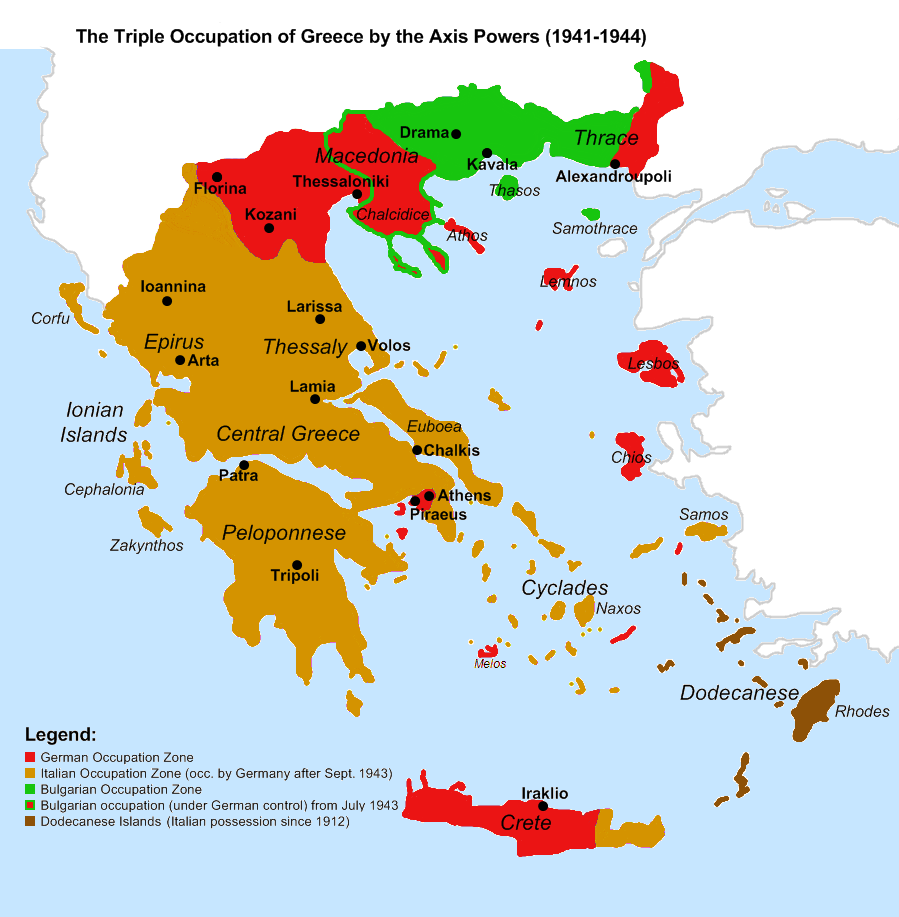
Карта зон окупації Греції

Після завершення операції «Маріта» Греція була повністю окупована німецькими, італійськими та болгарськими військами, а король Георг II змушений був втекти за кордон. Грецький генерал Георгіос Цолакоглу був призначений прем'єр-міністром грецького уряду 30 квітня 1941 року, а очолив країну повноважний представник Рейху Гюнтер Альтербунг.

### Уряд Цолакоглу
Цолакоглу під час виконання своїх службових обов'язків припиняв будь-які антинімецькі повстання і спроби відновити монархію. У цьому йому допомагали німецькі гарнізони, що залишалися в Греції. Однак це призводило тільки до погіршення загального стану економіки Греції та зростання невдоволення громадян. Повністю була зруйнована інфраструктура, всі припаси, що конфісковували у населення віддавалися німецьким військам. Більше того, більшу частину доходів грецький уряд передавав німцям, забезпечуючи їх як припасами, так і фінансами. Ця політика призвела до голоду взимку 1941–1942 років, під час якого померли понад 300 тисяч чоловік.
Окремо, в переговорах з німцями генерал виступив за збереження драхми як національної валюти. Німці погодилися на дану пропозицію, однак уряд генерала не зміг стримати гіперінфляцію та знецінення національної грошової одиниці. 
Незважаючи на вимоги відставки Цолакоглу, той відмовлявся йти зі своєї посади. Більше 80 тисяч людей були вивезені на роботу до Німеччини під час правління Цолакоглу, а ті, хто відмовлявся залишати країну, знищувалися фізично. Це призвело до наростання внутрішньополітичної кризи маріонеткового режиму в умовах окупації, що завершилася відставкою уряду.

### Уряд Логофетопулоса
Замість генерала Цолакоглу 17 листопада 1942 року був призначений Константінос Логофетопулос. Він оголосив про те, що на примусові роботи до Німеччини буде відправлено понад 80 тисяч осіб. Це викликало масове обурення громадян. В той же час Логофетопулос протестував проти конфіскації припасів і вимагав знизити частку поставок товарів до Німеччини. Це призвело до того, що і Логофетопулос 6 квітня 1943 року був відправлений у відставку.

### Уряд Ралліса
Після відставки Логофетопулоса італійська адміністрація на окупованих територіях Греції попросила німців призначити прем'єр-міністром Сотіріоса Гоцаманіса, проте уряд очолив колишній монархіст Іоанніс Ралліс. Він створив Батальйони безпеки, які спільно з силами СС придушували заколоти і партизанські повстання. 
За часи його уряду було відновлено діяльність міністерств сільського господарства, продовольства та захисту (як міністерство внутрішніх справ, а де-факто — міністерство оборони).

## Збройні сили
29 червня 1943 року почалося формування перших 4-х «Батальйонів безпеки». Через кілька місяців чисельність цих «батальйонів» буде доведена до 15 тисяч чоловік. На момент деокупації Греції та руйнації режиму клієнтської державності ці підрозділи нараховували близько 30 тисяч чоловік. Проголошеної метою «батальйонів» був «громадський режим», при монаршому правлінні. «Батальйони безпеки» були екіпіровані у форму елітних частин грецького війська — евзонів. Батальйони безпеки були підконтрольні німецькій адміністрації, їх вояки приносили клятву Греції та А.Гітлеру. Саме ці загони стали основою майбутніх урядових військ Грецького королівства. Завдяки ним вдалося переломити хід майбутньої Громадянської війни в Греції.
Крім того, проти партизан діяли:
- спеціальний моторизований підрозділ Бурандасу;
- озброєні загони Всегрецької визвольної організації;
- Національно-соціальної оборони (ЕКА);
- Грецької армії (ЕС)[4].

## Припинення існування держави
У жовтні 1944 року англійські війська висадилися в Греції, майже повністю звільненою Народно-визвольною армією Греції. Цолакоглу, Логофетопулос і Ралліс були арештовані і пізніше засуджені. Британське втручання та підтримка колабораціоністів незабаром привели до Громадянської війни.